# 生命行動
生命行動（英語：Live Action）是一個反對墮胎的美國非營利組織，在2003年時由當時仍是大學生的莉拉·羅斯所創立。

## 活動

### 立法

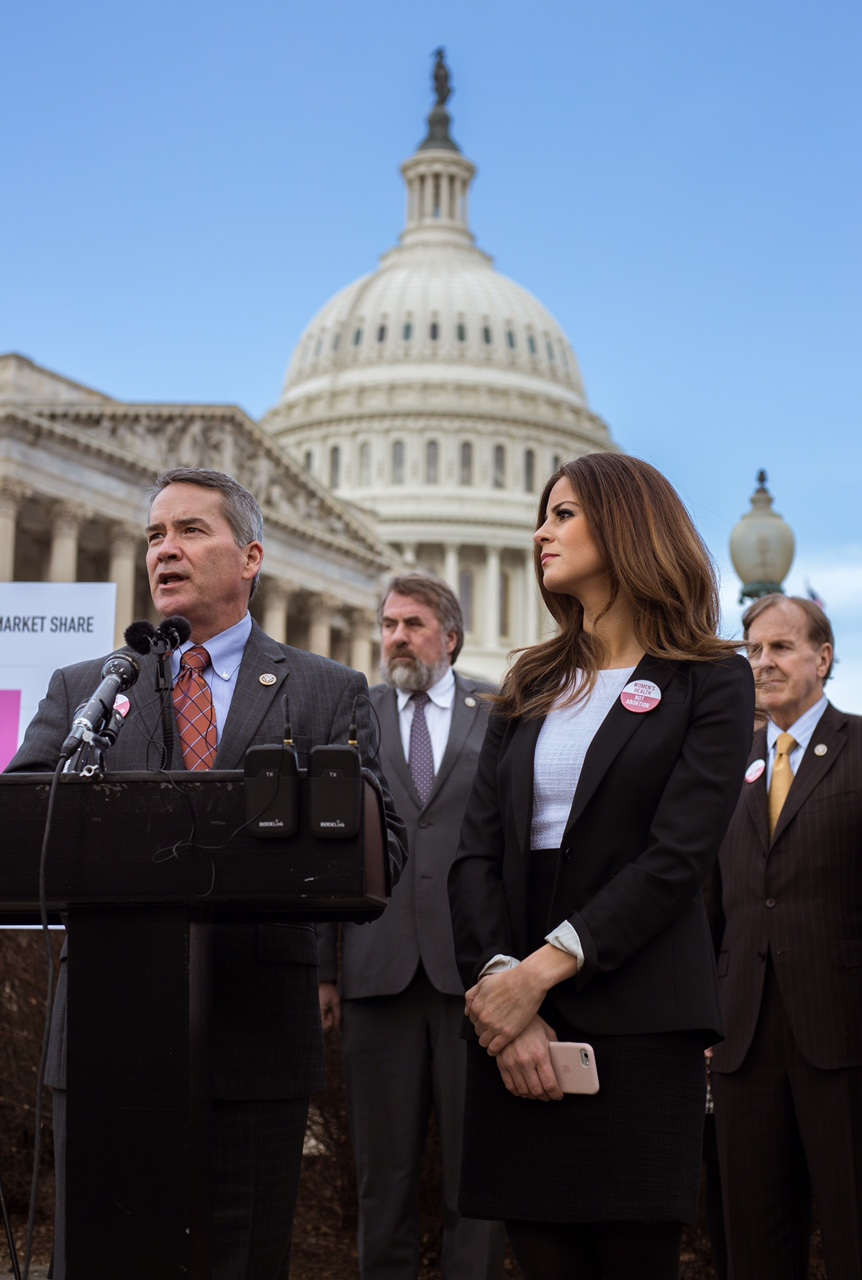
在2017年2月舉行的新聞發布會上，生命行動主席莉拉·羅斯和聯邦眾議員約迪·希斯一同呼籲結束對美國計劃生育聯盟的納稅人資助。

生命行動反對聯邦政府和州政府資助美國計劃生育聯盟。
2011年，在生命行動發布了有關計劃生育的秘密影片後，美國眾議院於2011年2月通過了共和黨眾議員麥克·彭斯的一項修正案，以削減聯邦政府對美國計劃生育聯盟的資助。

### 社群媒體
生命行動曾遭到多個社群媒體平台的限制。
2017年，推特禁止生命行動在其平台上投放廣告。2019年6月，Pinterest永久禁止了生命行動，並將生命行動的網站列入禁止的色情網站黑名單。2019年8月，生命行動向Pinterest和YouTube發出了停終信函，指稱這兩個平台正在壓制生命行動的內容。
2019年8月，臉書事實查核人員將生命行動的兩支影片標記為「虛假」，此一舉動受到約什·霍利和泰德·克魯茲等共和黨參議員的批評，最終臉書撤回了生命行動影片中的標記。
2020年1月30日，TikTok以「多次違反社群規則」為由封禁了生命行動的帳號。次日，TikTok恢復了生命行動的帳號，並稱之前的封禁是「人為錯誤」。

### 示威
2019年5月，生命行動成員在費城示威，抗議賓夕法尼亞州眾議院議員布萊恩·西姆斯此前騷擾反墮胎人士的行為。

## 外部連結
- 官方网站
- 生命行動的X（前Twitter）
- 生命行動的Instagram帳戶
- YouTube上的生命行動頻道